# لورانت دویچ
لورانت دویچ (به انگلیسی: Lorànt Deutsch) (زاده ۲۷ اکتبر ۱۹۷۵) بازیگر فرانسوی است.
از کارهای معروف او می‌توان به بازی در فیلم به گل رز خوش آمدید اشاره کرد.